# Bolsije Uki-i járás

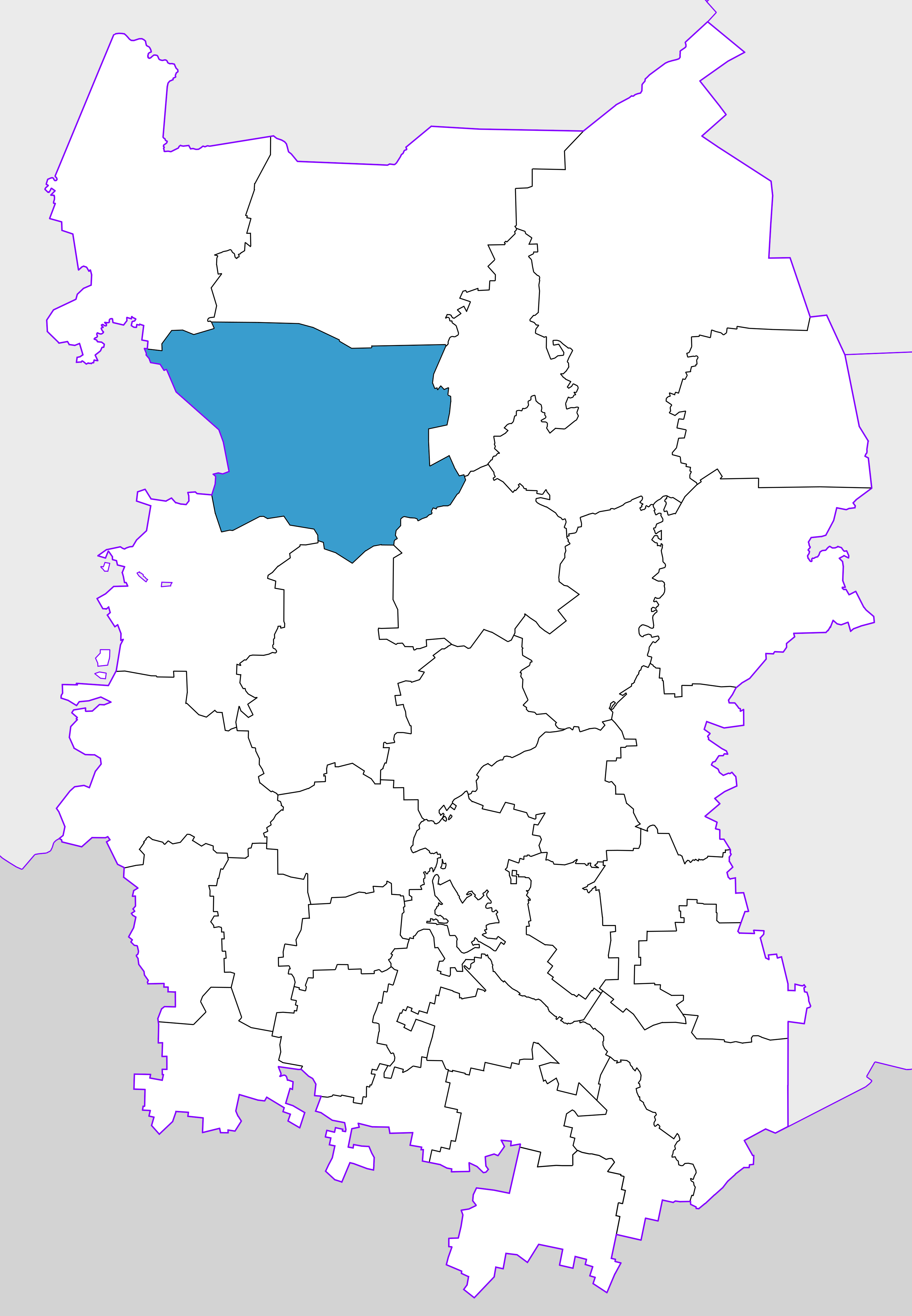
A Bolsije Uki-i járás az Omszki területen

A Bolsije Uki-i járás (oroszul Большеуковский район) Oroszország egyik járása az Omszki területen. Székhelye Bolsije Uki.

## Népesség
- 1989-ben 11 130 lakosa volt.
- 2002-ben 9 707 lakosa volt, melynek 95,1%-a orosz, 1,6%-a német, 1,3%-a csuvas, 0,7%-a ukrán, 0,2%-a fehérorosz, 0,2%-a tatár.
- 2010-ben 8 174 lakosa volt, melynek 94,36%-a orosz, 1,33%-a német, 0,53%-a ukrán, 0,28%-a tatár, 0,1%-a kazah.